# Sonasid
Sonasid ou Société nationale de sidérurgie est une entreprise spécialisée principalement dans le secteur de la construction. Elle est le leader de l'acier sur le marché marocain.

## Historique
Créée par l'État Marocain en 1974 avec un capital de 40 millions de dirhams pour répondre aux besoins en acier du marché national.
En 1993, le capital de la Sonasid s’élève à 390 millions de DH, subdivisé en actions de 1 000. Il est réparti entre le Trésor (97 %), le BRPM (1 %), l’ODI (1 %) et l’entreprise minière Seferif (1 %). L'État Marocain décide en 1996 de procéder à la privatisation de SONASID puisque 63 % de son capital fut détenu par la Société nationale d'investissement (SNI), le reste fut introduit en bourse. Ce changement du statut juridique constitue un point marquant du cycle de vie de la SONASID. En effet cette privatisation a permis une modification de la culture et des valeurs de l’entreprise. Cette année a aussi été marquée par le démarrage à Casablanca de Longometal industries spécialisées dans la production des armatures industrielles.
En 2002, d’importantes restructurations ont été mises en œuvre notamment le démarrage du nouveau laminoir à Jorf Al Asfar, et ce afin d’épauler son semblable à Nador lancé en 1984, celui-ci ayant fait à son tour l’objet d’un programme de modernisation visant l’amélioration de sa capacité de production.
Depuis 2006, Sonasid est détenu à 64,86 % par une société commune à 50/50 entre ArcelorMittal et un groupe d’investisseurs mené par la SNI.
En 2013, pour la première fois dans l’histoire de l’entreprise, la SONASID publie en plus de ses rapports financiers annuels, un rapport qui inclut les activités de développement durable de l’entreprise.

## Stratégie d'Expansion
Dans l’objectif d’optimiser les coûts d’obtention de la matière 1re(billette) qui était importée dans sa globalité, une aciérie électrique à Jorf Lasfar a été mise en service en 2005. Pour assurer les sources d’approvisionnement de cette aciérie en matière de ferraille, de multiples accords ont été conclus avec diverses entreprises en Mauritanie, en Algérie et autres pays fournisseurs.
L’année 2006 a constitué un nouveau bond dans le cycle de vie de la SONASID à travers la mise en place d’un partenariat stratégique entre la SNI, Arcelor Mittal et les actionnaires de référence de Sonasid a été conclu d’une part, pour le développement et la consolidation de sa position sur le marché marocain en bénéficiant de transferts de technologies et des compétences d’Arcelor dans le secteur des produits longs et l’aidera à développer l’activité sur le marché régional et d’autre part, cet accord permettra à Arcelor de renforcer ses positions sur des marchés à fort potentiel de développement.

## Actionnariat
Dans le cadre du rapprochement avec Arcelor Mittal, la Société nationale d'investissement (SNI) avec Arcelor Mittal ont créé la Nouvelle sidérurgie industrielle (NSI) qui détient 64 % de Sonasid. La direction est tournante entre les deux sociétés, tous les trois ans un PDG est nommée par l'une des deux compagnies.